# Cavatina
Cavatina (it) är en kortare lyrisk, vanligen ackompanjerad aria i operor och oratorier under 1700- och 1800-talen. Cavatinan har enkel tvådelad form och saknar i allmänhet textupprepningar och virtuosa koloraturer.
Cavatinor förekommer även bland annat i oratorier som Josef Haydns Årstiderna. Under 1800-talet hördes musikformen som en rent instrumental sats.

## Källhänvisningar
1. 1 2    i Nationalencyklopedins nätupplaga. Läst 15 mars 2015.